# Björgvin Guðni Sigurðsson

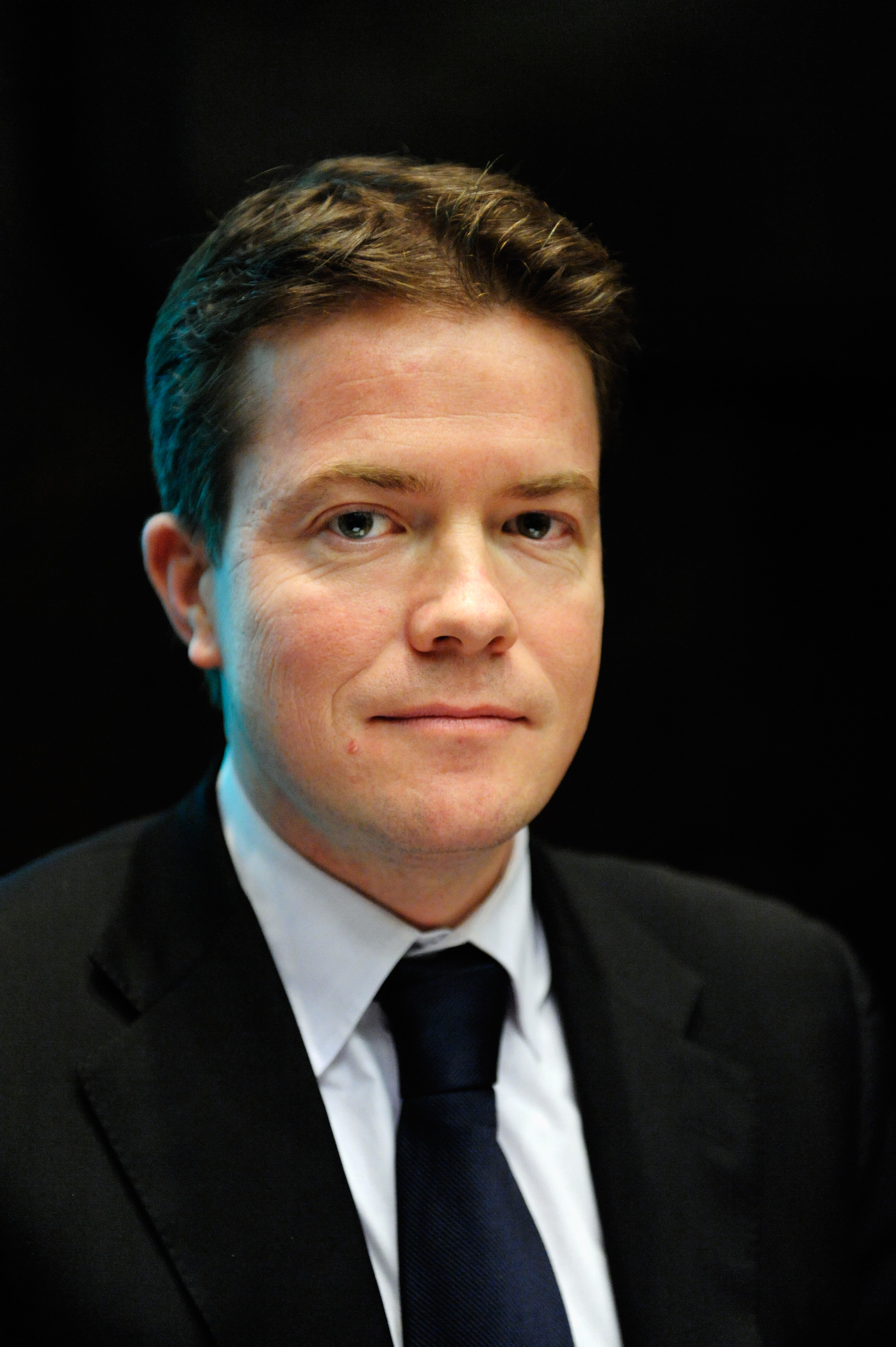
Björgvin G. Sigurðsson (2008)

Björgvin Guðni Sigurðsson (* 30. Oktober 1970) ist ein isländischer Politiker (Allianz).
Er war von 2003 bis 2013 Abgeordneter des isländischen Parlaments für den Südlichen Wahlkreis (Suðurkjördæmi). 2007 bis 2009 war er Wirtschaftsminister des Landes, 2008 bis 2009 darüber hinaus Minister für Nordische Kooperation. Er trat infolge der massiven Auswirkungen der Finanzkrise auf die Wirtschaft Islands im Januar 2009 von seinem Amt zurück.